# DATAIX
DATAIX — распределённая сеть обмена интернет-трафиком (пиринговая сеть) между операторами связи и контент-генераторами стран Европы и Азии. По данным Internet Exchange Report от Hurricane Electric Internet Services, DATAIX входит в число крупнейших точек обмена трафиком в мире. Пиковая нагрузка сети превышает 8,7 Тбит/с. DATAIX является крупнейшей пиринговой сетью в России и странах СНГ, объединяя более 600 автономных систем (ASN)..

## История
DATAIX запустилась в 2009 году. Учредители вложили в проект собственные средства. На старте DATAIX выкупила часть волоконно-оптической сети, а часть построила специально под проект. Юрлицо ООО «Пиринг», владевшее сетью DATAIX, была тесно связано с родственниками Павла Дурова: сводным братом Михаилом Петровым, работавшим в «Селектеле», и матерью Альбиной Дуровой (последняя владела 25,5% компании с июля 2012 года по ноябрь 2013 года).
В 2013 году точка присутствия появилась в Киеве. DATAIX обслуживала украинский трафик социальной сети «ВКонтакте», на её площадке стояли кэширующие сервера соцсети. В последующие годы DATAIX стал крупным игроком на рынке трафика Украины. На 2016 год крупнейшие телекоммуникационные компании страны «Киевстар» и «Укртелеком» были подключены к точке обмена DATAIX, и на тот момент через неё проходило до 2 Тбит/сек трафика.
В 2015 году был подключен национальный оператор Молдавии «Молдтелеком», став четвёртым в группе подключенных национальных операторов («Укртелеком», «Казахтелеком», «Национальный центр обмена трафиком» Белоруссии). В этом же году через точку во Франкфурт-на-Майне к сети DATAIX присоединилась компания Novatel, входящая в Deutsche Telekom.
В 2016 году у участников DATAIX появилась возможность устанавливать прямую сессию с крупнейшем в мире оператором по числу префиксов IPv4 и IPv6 Hurricane Electric. Максимальная загрузка сети в 2016 году составила 2,2 Тбит/с, пропускная ёмкость каналов между Москвой и Санкт-Петербургом выросла 400 Гбит/сек.

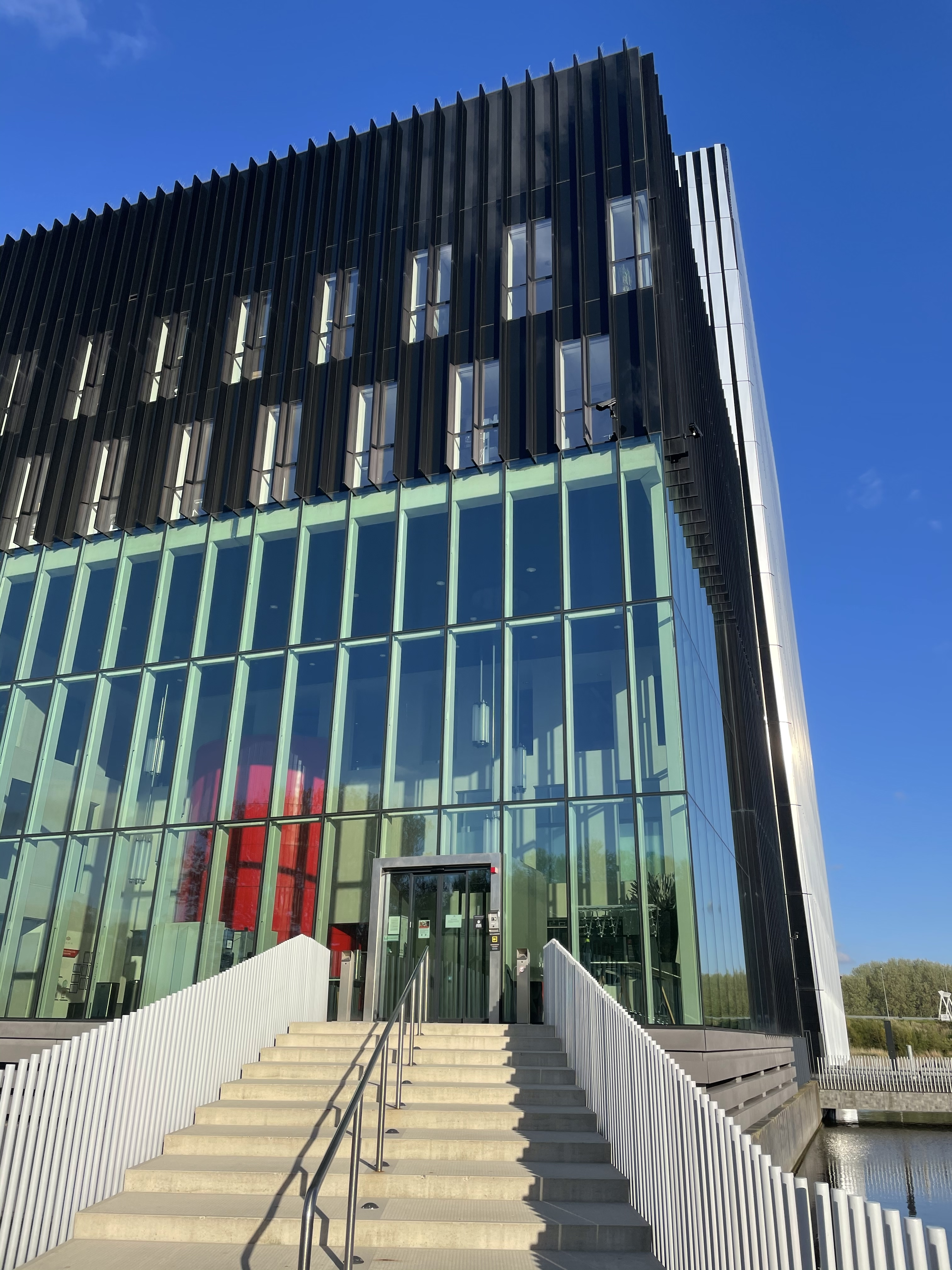
Дата-центр Equinix в Амстердаме, где расположено оборудование GlobalNet

В 2017 году DATAIX официально вошла в международную ассоциацию обмена трафиком Euro-IX, а также открыла точки присутствия в Швеции (Стокгольм) и Латвии (Рига)
В марте 2018 было объявлено, что Global-IX и DATAIX объединяются под брендом последней, но на базе инфраструктуры GlobalNet, которая включает собственные магистральные сети связи на участке Москва – Санкт-Петербург – Хельсинки — Стокгольм. Компании рассчитывают на эффект синергии MPLS-сети GlobalNet и сервисов точки обмена трафиком DATAIX.
В 2019 году количество PoPs в 7 странах увеличилось с 28 до 34 шт. Добавились точки присутствия в Амстердаме и Франкфурте-на-Майне. По состоянию на декабрь 2019 года суммарная емкость портов для клиентов – 59431 Гбит/сек. К участникам DATAIX присоединился национальный оператор «Узбектелеком». В сентябре 2020 года компания запустила волоконно-оптическую линию связи, проходящую по короткому маршруту вдоль скоростной автомагистрали М11 «Нева».
В марте 2021 был запущен сервис IX DDoS Protection, позволяющий защитить участников пиринговой сети DATAIX от DDoS. Построен на базе системы IX Security 32 и доступен участникам DATAIX без дополнительной платы.
В конце 2021 года компания ввела в эксплуатацию новые магистральные маршруты на европейских участках Стокгольм – Копенгаген – Гамбург – Амстердам – Франкфурт.  Задержка распространения сигнала Амстердам — Гамбург составляет 11,2 мс; Гамбург — Копенгаген – 4,5 мс; Копенгаген — Стокгольм – 8,7 мс; Стокгольм — Франкфурт не превышает 20 мс. Компания также внедрила технологию 400G Ethernet в Стокгольме, Франкфурте и Амстердаме.
В 2021 году количество POPs в 8 странах увеличилось с 38 до 48. Были добавлены точки включения в Нидерландах, Германии, Швеции и Дании.
Сеть компании оснащена телекоммуникационным оборудованием глобального поставщика Ciena последней продуктовой линейки WaveLogic 5. По данным Ciena (NYSE: CIEN), GlobalNet/DATAIX модернизировал свою оптоволоконную сеть с возможностью работы на длине волны 800G, добавив, что Ciena предоставила необходимую технологию когерентной передачи.
В 2021 году голландская ASIMO Networks (AS49127) стала юбилейным 500-м участников пиринговой сети DATAIX.
В 2022 году в эксплуатацию был запущен новый логический сегмент сети в Европе, включающий в себя города: Хельсинки, Стокгольм, Гамбург, Амстердам и Франкфурт. На конец года DATAIX занимала 7-е место по количеству активных автономных систем (ASN) среди точек обмена трафиком согласно международному рейтингу IXPDB.
В 2022 году DATAIX стала первой точкой обмена трафика в России, которая внедрила систему глубокого пакетного анализа (DPI) с фильтрацией трафика по правилам Роскомнадзора (РКН). Фильтр работает в портах любой пропускной способности, обрабатывая трафик на одном процессоре со скоростью 200 Гб/сек. Пиринговая сеть применяет технологию EVPN, позволяющую соединять географически распределённые локации с помощью виртуального L2 моста.
После презентации доклада PIPE-IX “Перспективы развития обмена трафиком в РФ” в рамках конференции КРОС в 2023 году, DATAIX заявила о том, что является самым быстрорастущим IX в России, а также первым по количеству уникальных участников в сети.

## Характеристика сети
DATAIX связывает трафик операторов связи и контент-генераторов стран Европы и Азии. 48 точек включения в единую сеть обмена трафиком расположены в следующих семи странах::
- Россия
- Нидерланды
- Германия
- Казахстане
- Финляндия
- Швеция

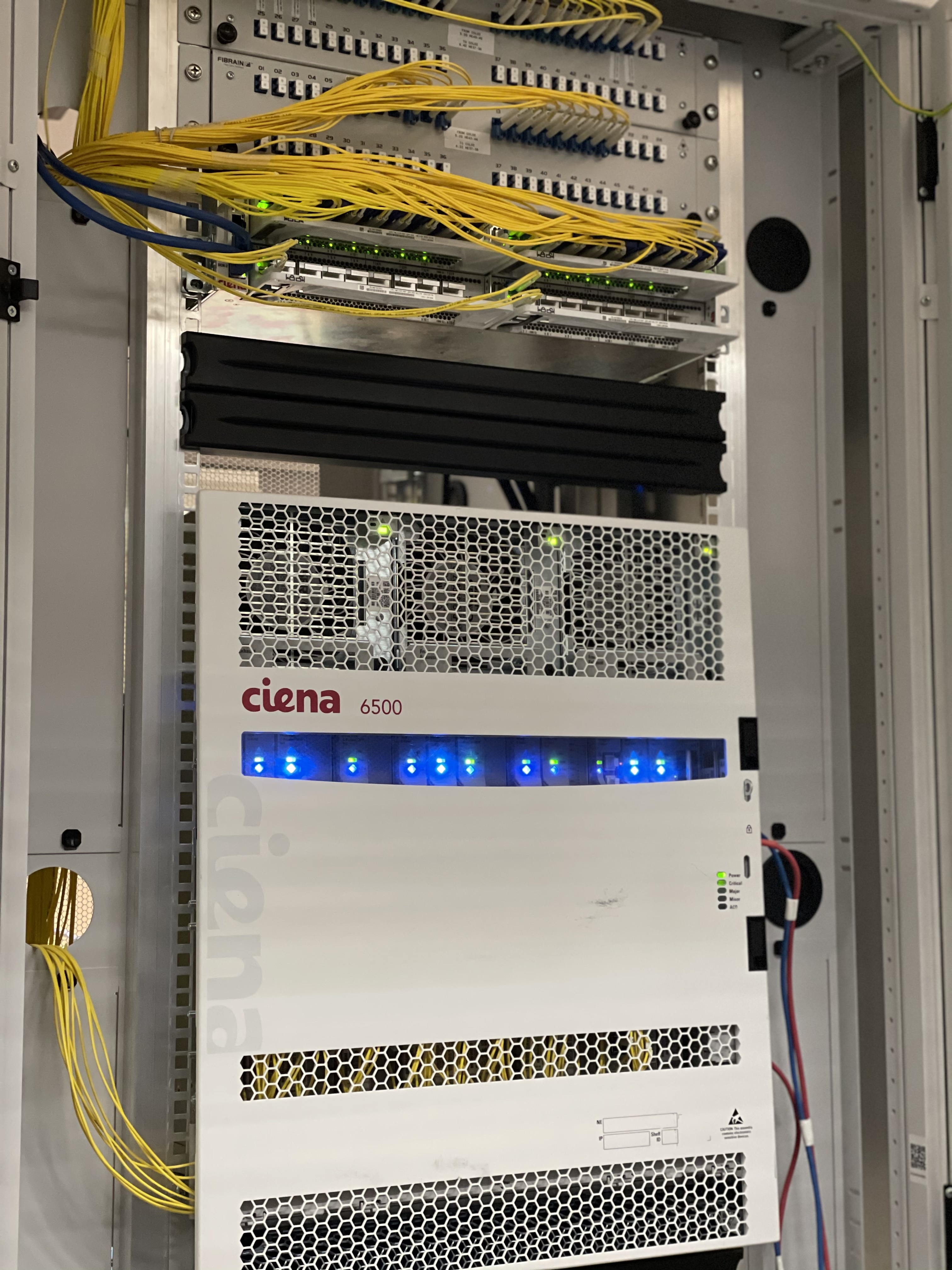
Система Ciena 6500 на площадке центра обработки данных AM4 компании Equinix в Амстердаме

Общая протяженность сетей составляет более 10 тысяч км, а общая пропускная способность каналов достигает 38,4 Тбит/с.
Количество участников (ASN) на конец 2021 года превышало 500, из которых 80 % – операторы связи, а 20 % – контент-генераторы. Пиковая загрузка сети превысила 4,9 Тбит/с. Общее количество портов в сети DATAIX по итогам 2020 года — 4054, из них 732 порта пропускной способностью в 100 Гбит/с каждый, 3150 портов ёмкостью 10 Гбит/с и 129 портов по 1 Гбит/с. По состоянию на сентябрь 2019, DATAIX опережает сеть MSK-IX по числу участников.
По состоянию на март 2022 года, совокупная ёмкость клиентских портов, доступных для аренды клиентам составляет 104,5 Тбит/сек, а пиковая загрузка сети достигла отметки в 5,3 Тбит/сек.

## Мероприятия
DATAIX регулярно принимает участие во встречах международной ассоциации точек обмена трафиком Euro-IX, в конференциях GPF (Global Peering Forum), EPF (European Peering Forum), ENOG (Eurasia Network Operators Group), Transport Networks Russia & CIS. В 2019 году компания провела свою первую масштабную конференцию для телеком-рынка — GlobalNet Telecom Day 2019.